# Eupithecia irenica
Eupithecia brachyptera es una especie de polilla de la familia Geometridae. La especie fue descrita por primera vez por Louis Beethoven Prout habiendo sido descrita en 1937, con distribución en Sudáfrica. El holotipo de la especie fue descrita en los alrededores de Pretoria.